# Ernst Reiter (Musiker)

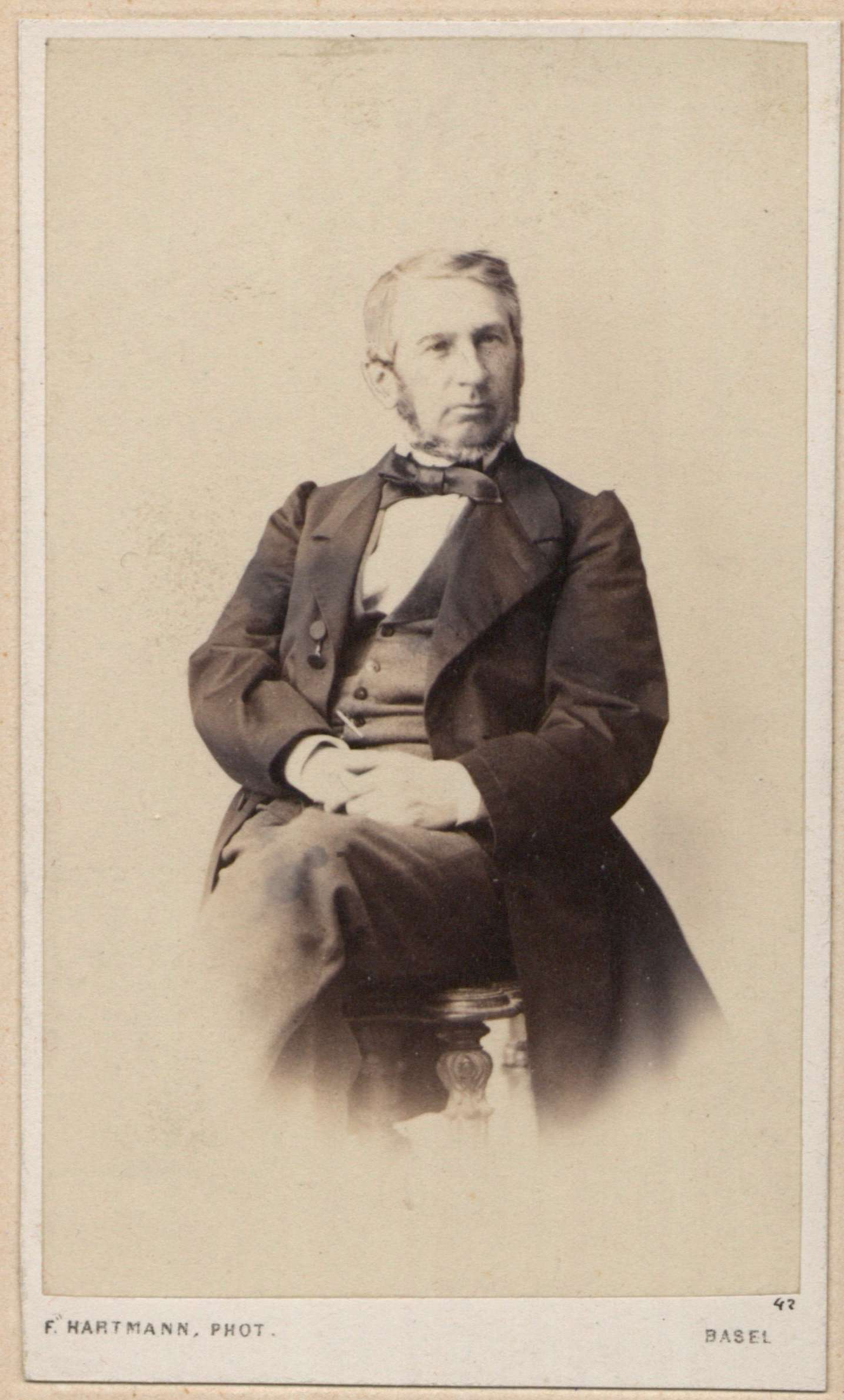
Ernst Reiter (zwischen 1855 und 1875)

Ernst Michael Quirin Reiter (* 30. März 1814 in Wertheim, Grossherzogtum Baden; † 14. Juli 1875 in Basel, Schweiz) war ein badischer, später Schweizer Violinist, Dirigent und Komponist.

## Leben und Werk
Reiter wurde in Wertheim als Sohn des Hofkammerrats Franz Reiter (1772–1839), und dessen Frau Babette, geb. Milon, geboren. Er erfuhr eine musikalische Ausbildung an der Kasseler Violinschule von Louis Spohr und lernte Musiktheorie bei Moritz Hauptmann. Seine erste Anstellung war die eines Geigenprofessors am Königlichen Musikinstitut in Würzburg, später ging er nach Strassburg und 1836 nach Basel.
Reiter wurde 1839 Konzertmeister der Konzertgesellschaft Basel, 1845 als Nachfolger von Ferdinand Laur Dirigent des Basler Gesangvereins und 1852 Leiter des von ihm mitbegründeten Männerchores Basler Liedertafel. Die gemeinsame Leitung der drei Musikensembles in Personalunion erwies sich als so fruchtbar, dass man bis 1965 in Basel daran festhielt.
Mit den von ihm geleiteten Ensembles brachte Reiter neben anderen und eigenen vor allem Werke von Johann Sebastian Bach, Ludwig van Beethoven, Hector Berlioz und Johannes Brahms zur Aufführung. Beethovens 9. Sinfonie (1853), Bachs Johannes- (1861) und Matthäus-Passion (1865) dirigierte er ebenso als Schweizer Erstaufführungen wie 1869 das Deutsche Requiem von Brahms.
Von Ernst Reiter sind an Kompositionen zahlreiche Lieder, Kammermusik, eine Messe und Psalmvertonungen, sowie das Oratorium „Das neue Paradies“ von 1845 und die 1865 entstandene Oper „Die Fee von Elvershöh“ überliefert. Zu festlichen Anlässen schrieb er auch Musiken für patriotische Festspiele.

### Privates
Reiter war ab 1843 mit der Sängerin Josephine, geb. Bildstein (1819–1854), und ab 1857 mit Johanna Karolina Friederike, geb. Ehrmann, verheiratet. 1858 wurde seine Tochter Louise Sophie Constanze Johanna geboren, 1860 sein Sohn Ernst Peter Anton Ludwig. Sein Enkel war der gleichnamige Schweizer Sänger und Gesangspädagoge Ernst Reiter.

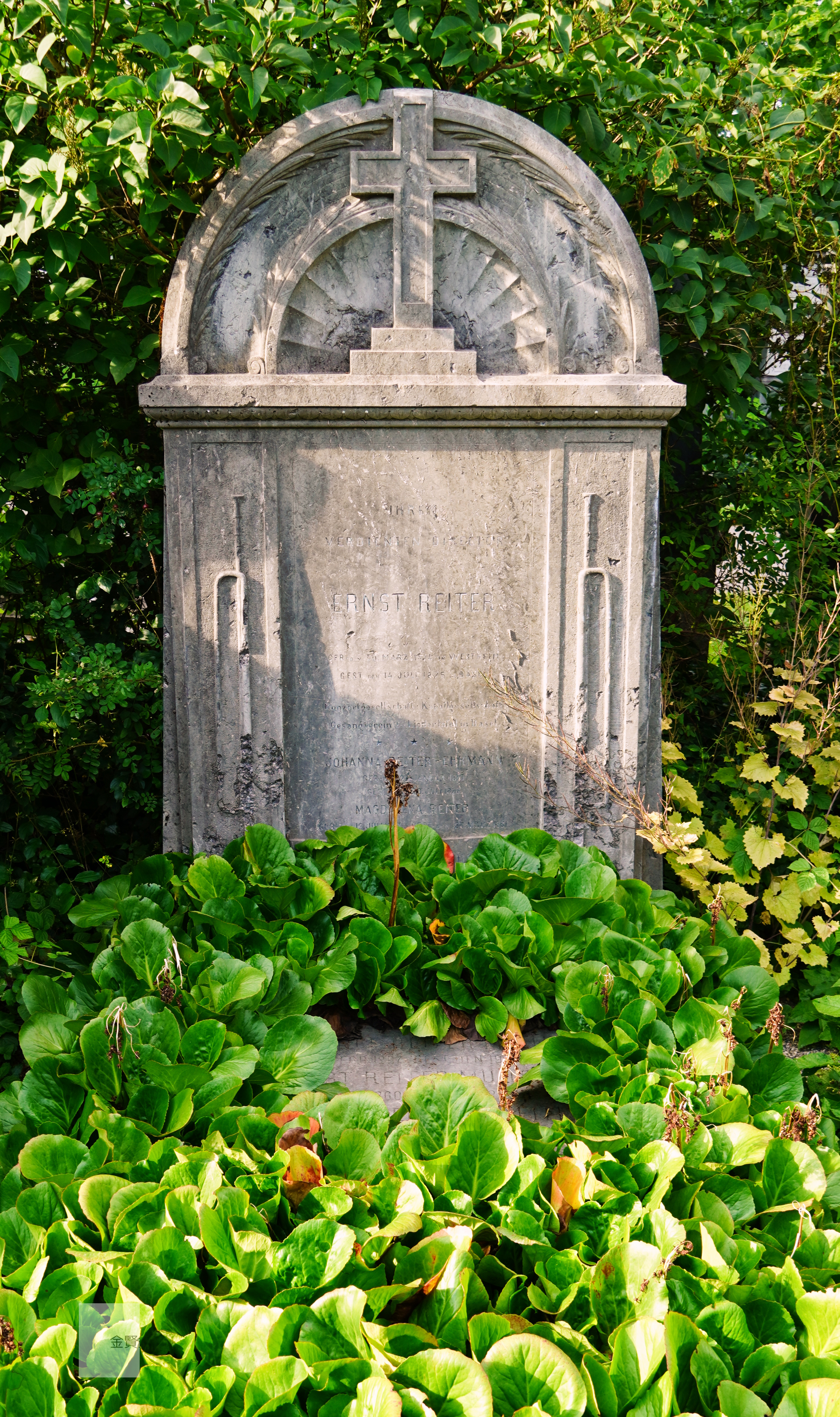
Familiengrab Reiter-Ehrmann auf dem Wolfgottesacker in Basel

Sein Grab befindet sich auf dem Wolfgottesacker in Basel.